# Essai au champ
 (octobre 2018).
En recherche agronomique, un essai au champ, ou « en champ » est une culture expérimentale réalisée en plein champ, c'est-à-dire en milieu non confiné physiquement, destinée à vérifier les informations acquises précédemment par des raisonnements théoriques ou grâce à des expériences en milieu confiné (serre ou laboratoire). Ces essais concernent tout type de plantes cultivées sur lesquelles on veut mesurer certains paramètres, par exemple en matière de traitements phytosanitaires, de fertilisation, d'application de certaines techniques (irrigation, matériel divers...), et plus particulièrement les plantes génétiquement modifiées pour lesquelles des conditions particulières de confinement biologique sont généralement requises.